# 宇都宮県立自然公園
宇都宮県立自然公園（うつのみやけんりつしぜんこうえん）は、栃木県宇都宮市の大谷・古賀志・鞍掛山などを擁する都道府県立自然公園。

## 概要
1960年（昭和35年）3月15日に指定された。面積は1,880ヘクタール。

## 関係市町村
- 宇都宮市